# دار سالم (مدينة حجة)

تعديل مصدري - تعديل

دار سالم هي إحدى قرى عزلة حملان بمديرية مدينة حجة التابعة لمحافظة حجة، بلغ تعداد سكانها 30 نسمة حسب تعداد اليمن لعام 2004.